# Космос-2051
Космос-2051 је један од преко 2400 совјетских вјештачких сателита лансираних у оквиру програма Космос.
Космос-2051 је лансиран са космодрома Тјуратам, Бајконур, СССР, 24. новембра 1989. Ракета-носач је поставила сателит у орбиту око планете Земље. Маса сателита при лансирању је износила 3000 килограма. Космос-2051 је био војни извиђачки сателит за праћење флоте.